# Volo Pulkovo Aviation Enterprise 9045
Il volo Pulkovo Aviation Enterprise 9045 era un volo cargo che si schiantò durante l'avvicinamento a Nalchik mentre trasportava 12.515 kg (27.591 libbre) di monete dalla zecca di San Pietroburgo.

## L'aereo
L'aereo coinvolto nell'incidente era un Antonov An-12BP con quattro motori Ivchenko AI-20M e registrato come RA-11118 alla Pulkovo Aviation Enterprise.

## L'equipaggio
A bordo del volo c'erano sette membri dell'equipaggio e sei passeggeri. L'equipaggio in cabina di pilotaggio era composto da:
- Capitano Nikolai Petrovich Yanitsky (Николай Петрович Яницкий)
- Copilota Viktor Anatolievich Prasolov (Виктор Анатольевич Прасолов)
- Navigatore Mikhail Nikolayevich Vlasov (Михаил Николаевич Власов)
- Operatore radiofonico Aleksandr Yurevich Levchuk (Александр Юрьевич Левчук)
- Ingegnere di volo Sergey Maratovich Anisimov (Сергей Маратович Анисимов)
- Direttore delle operazioni di volo Yuri Anatolyevich Yevstafiev (Юрий Анатольевич Евстафьев)

## L'incidente
Il volo 9045 trasportava 12.515 kg (27.591 libbre) di monete in carico da San Pietroburgo allo scalo di Volgograd. Fino all'atterraggio non ci sono stati problemi durante il volo per Nal'čik. Il controllore del traffico aereo informò l'equipaggio di condotta delle condizioni meteorologiche in aeroporto, ma non menzionò la questione del ghiaccio, quindi i piloti non attivarono il sistema di sghiacciamento per l'avvicinamento.
Quando l'Antonov era a 13 chilometri (8,1 miglia) dalla pista, l'equipaggio impostò i flap a 15°. A 8 chilometri (5,0 miglia) dalla pista, l'aereo è entrato nella traiettoria di planata, dopodiché i flap sono stati impostati a 35°. 16 secondi dopo, l'equipaggio aumentò la potenza del motore per mantenere una velocità costante di 260 km/h (140 nodi; 160 mph). Il volo era già a 40 metri (130 piedi) sopra la traiettoria di planata, e i piloti regolarono gli equilibratori da 1 a 5° di deflessione, che invece si posizionarono spontaneamente a 15°.
A un'altitudine di 320 metri (1.050 piedi) l'aereo picchiò con il muso in giù di 50-55° in una discesa rapida; i piloti tirarono indietro le barre di controllo, ma essendo a bassa quota l'aereo non fu in grado di riprendersi dalla picchiata, così si schiantò in un campo venendo rapidamente avvolto dalle fiamme.

## Le cause
L'indagine concluse che le cause dell'incidente erano le seguenti.
- Mancato aggiornamento da parte dell'aeroporto del bollettino meteorologico e sua notifica ai piloti;
- Avviso prematuro delle previsioni meteo avverse;
- Raccomandazoni errate per l'esecuzione dell'avvicinamento contenute nel manuale di volo dell'aeromobile;
- Mancato utilizzo del sistema di sghiacciamento dell'aeromobile;
- Mancata osservanza delle procedure descritte nel manuale di volo dell'aeromobile.